# Guido Förster
Guido Förster (* 1960) ist ein deutscher Wirtschaftswissenschaftler und ehemaliger Hochschullehrer an der Universität Düsseldorf.

## Leben
Guido Förster studierte 1980 bis 1985 Betriebswirtschaftslehre und Rechtswissenschaften an der Universität zu Köln und war anschließend wissenschaftlicher Mitarbeiter bei Norbert Herzig. 1991 wurde er an der RWTH Aachen mit der Arbeit Umstrukturierung deutscher Tochtergesellschaften im Ertragsteuerrecht zum Dr. rer. pol. promoviert. 2000 habilitierte er sich an der Universität zu Köln.
Von 2000 bis 2004 lehrte er an der Universität Hannover auf dem Lehrstuhl für Betriebswirtschaftliche Steuerlehre und war dort 2003 bis 2004 Studiendekan der wirtschaftswissenschaftlichen Fakultät. Von 2004 bis 2023 war er Inhaber des Lehrstuhls für Betriebswirtschaftslehre, insb. Betriebswirtschaftliche Steuerlehre an die Heinrich-Heine-Universität Düsseldorf. Nach seiner Emeritierung wurde der Lehrstuhl aufgelöst.

## Schriften
- Umstrukturierung deutscher Tochtergesellschaften im Ertragsteuerrecht. Dissertation. RWTH Aachen 1991. IDW, Düsseldorf 1991, ISBN 3-8021-0495-1.
- mit Hans Ott: Steueränderungen bei Kapitalgesellschaften und Rechtsformwahl. Boorberg, Stuttgart 2004, ISBN 3-415-03319-8.
- mit Hans Ott: Einbringungen in Kapitalgesellschaften nach § 20 UmwStG. Boorberg, Stuttgart 2004, ISBN 3-415-03314-7.
- mit Hans Ott: Neuentwicklungen bei der Verlustverrechnung nach § 15a EStG und bei der Veräußerung von Mitunternehmeranteilen. Boorberg, Stuttgart 2005, ISBN 3-415-03544-1.
- mit Hans Ott: Kapitalgesellschaften in der Krise. Boorberg, Stuttgart 2006, ISBN 3-415-03743-6.
- mit Hans Ott: Dauerbaustelle: Pensionszusagen gegenüber Gesellschafter-Geschäftsführern bei der GmbH. Boorberg, Stuttgart 2006, ISBN 3-415-03739-8.
- mit Hans Ott: Formwechsel einer GmbH in eine GmbH & Co. KG nach Maßgabe des SEStEG. Boorberg, Stuttgart 2007, ISBN 978-3-415-03874-5.
- mit Hans Ott: Rechtsformwahl und Rechtsformoptimierung nach der Unternehmensteuerreform sowie Brennpunkte bei Gesellschafterdarlehen. Boorberg, Stuttgart 2008, ISBN 978-3-415-04047-2.
- mit Hans Ott: Praxisfragen bei Einbringungen in Kapitalgesellschaften gem. §§ 20 ff. UmwStG. Boorberg, Stuttgart 2008, ISBN 978-3-415-04053-3.
- mit Hans Ott: Blickpunkt „Kapitalgesellschaft“. Boorberg, Stuttgart 2008, ISBN 978-3-415-04051-9.
- mit Hans Ott: Pensionszusage. Boorberg, Stuttgart 2009, ISBN 978-3-415-04273-5.
- mit Hans Ott: Ausgewählte Problembereiche bei Anteilen an Kapitalgesellschaften. Boorberg, Stuttgart 2009, ISBN 978-3-415-04275-9.
- mit Hans Ott: Steuerliche Aspekte von Stützungsmaßnahmen bei Kapitalgesellschaften. Boorberg, Stuttgart 2010, ISBN 978-3-415-04510-1.
- mit Hans Ott: Aus der GmbH in die GmbH & Co. KG. Boorberg, Stuttgart 2010, ISBN 978-3-415-04521-7.
- mit Hans Ott: Aktuelle Körperschaftsteuerfragen aus Rechtsprechung, Gesetzgebung und Verwaltung. Boorberg, Stuttgart 2010, ISBN 978-3-415-04518-7.
- mit Hans Ott: Beratungsorientierte Hinweise zur Besteuerung von Kapitalgesellschaften. Boorberg, Stuttgart 2011, ISBN 978-3-415-04689-4.
- mit Hans Ott: Problembereiche beim Kauf und Verkauf von Unternehmen. Boorberg, Stuttgart 2012, ISBN 978-3-415-04821-8.
- mit Hans Ott: Aktuelles Bilanzrecht und Bilanzsteuerrecht. Boorberg, Stuttgart 2012, ISBN 978-3-415-04818-8.
- mit Hans Ott: Verzicht bei Pensionszusagen. Boorberg, Stuttgart 2013, ISBN 978-3-415-04967-3.
- mit Hans Ott: Steuerfallen bei Einbringungen in Kapitalgesellschaften. Boorberg, Stuttgart 2013, ISBN 978-3-415-04962-8.
- mit Hans Ott: Disquotale Einlagen und verdeckte Gewinnausschüttungen im Ertragsteuerrecht. Boorberg, Stuttgart 2013, ISBN 978-3-415-04964-2.
- mit Hans Ott: Steuerliche Verlustnutzung. Boorberg, Stuttgart 2014, ISBN 978-3-415-05250-5.
- mit Hans Ott: Haftungsfallen beim steuerlichen Einlagekonto. Boorberg, Stuttgart 2014, ISBN 978-3-415-05255-0.
- mit Hans Ott, Bert Kaminski: Das Aktuellste im Steuerrecht. Boorberg, Stuttgart 2014, ISBN 978-3-415-05256-7.